# District de Kiphire
Le district de Kiphire est un district de l'état du Nagaland, en Inde.

## Géographie
Au recensement de 2011, sa population compte 74 033 habitants.
Son chef-lieu est la ville de Kiphire. 